# Potres u Nepalu 1988.
Potres u Nepalu 1988. (Nepalski: विसं २०४५ को भूकम्प) dogodilo se u Nepalu blizu indijske granice i zahvatilo veći dio sjevernog Bihara. Potres magnitude 6,9 pogodio je regiju 20. kolovoza, usmrtivši najmanje 709 osoba i ozlijedivši tisuće. Potres se dogodio u dva dijela od po 10 i 15 sekundi i ostavio je pukotine na 50.000 zgrada, uključujući Raj Bhavan i staru zgradu Tajništva u Patni, Bihar.

## Vanjske poveznice
- M6.9 - Nepal-India border region – United States Geological Survey
- Earthquakes in Bihar, India –  Amateur Seismic Centre
- The International Seismological Centre has a bibliography and/or authoritative data for this event.